# Guillermo Delgado
Guillermo Delgado Quinteros (Ica, 11 de enero de 1931 - Cádiz, 29 de marzo de 2014) fue un futbolista peruano que jugó como defensa central, apodado "El León de José Díaz". Destacó como un jugador con calidad técnica, fuerza, anticipación, garra y agilidad.
El futbolista Erick Delgado es nieto del biografiado.
Es considerado uno de los tres mejores defensas de la historia del fútbol peruano junto a Héctor Chumpitaz y Julio Meléndez, además fue uno de los defensores más destacados de Sudamérica en los años 50. Era un zaguero derecho de gran calidad técnica, anticipación, garra y agilidad que jugó la mayor parte de su carrera con Alianza Lima, club con el que se convirtió en ídolo de la afición y protagonizó muy famosos duelos enfrentando a Alberto Terry en los clásicos disputados contra Universitario de Deportes. También tuvo un corto paso por Colombia jugando por Huracán durante la época de El Dorado donde estuvo cerca de fichar por el FC Barcelona, enfrentando allí a figuras de la talla de Alfredo Di Stéfano, Adolfo Pedernera y Néstor Rossi, finalizó su carrera en la Primera División de España jugando por Real Zaragoza e Cádiz entre 1961 y 1965.
Con la selección de fútbol del Perú, jugó 36 partidos entre 1952 y 1957, 22 de ellos correspondientes a Copa América.

## Trayectoria
El jugador Guillermo Delgado Quinteros se formó e hizo su debut en el fútbol peruano en las filas de Centro Iqueño el año 1949, su buen rendimiento lo llevó un año después al Alianza Lima.
En el año 1952, jugó por el Huracán de Medellín (Colombia), en la época conocida como "el Dorado", enfrentando a descollantes figuras del fútbol sudamericano como Di Stéfano, Pedernera, Rossi o Rial.
En 1953 regresa al Alianza Lima y debido a la personalidad y el carisma que poseía, se convirtió en el capitán. Son famosos los duelos que sostenía con Alberto Terry, en los clásicos Alianza Lima-Universitario de Deportes. Delgado consiguió el campeonato en 1954 y en 1955, siempre con la dirección de Adelfo Magallanes.
La familiaridad que mantenían los jugadores aliancistas hizo que se les conociera como "los íntimos de la Victoria", allí Guillermo compartió éxitos con excelentes futbolistas de la época como Félix Castillo el Aretino, Juan Emilio Salinas, "Huaki" Gómez Sánchez el Carlos Lazón, Willy Barbadillo, Valeriano López, Máximo "Vides" Mosquera, Teobaldo Guzmán, Teódulo Legario, Roberto “Chupón” Castillo, Manuel Grimaldo, Juan de la Vega y otros.
Tras su triunfal trayectoria en Alianza, terminó su carrera en España, jugando por el Real Zaragoza y el Cádiz, en una etapa en la que no tuvo el rendimiento "superlativo" que se esperaba puesto que llegaba con vitola de crack, algo que había demostrado en su país y Sudamérica aunque tuvo rendimientos regulares pero no para su talla. Aunque si pudo dejar constancia que era todo un entendido del fútbol llegando incluso a ejercer como técnico y padre deportivo de jugadores importantes para el equipo amarillo como Juanito, Acedo, Canito... Por ello y por su veteranía a su llegada al Cádiz se le conoció con el sobrenombre de "el Papi".

## Selección Peruana
Su debut con la selección peruana se produjo el 23 de marzo de 1952. Sus 22 partidos con Perú en la Copa América lo convierten en uno de los futbolistas sudamericanos con más presencias en el prestigioso torneo. Jugó 36 partidos como internacional, siendo el último un 6 de abril de 1957. Delgado se ganó el respeto y la admiración de todo el fútbol peruano, así como el cariñoso apelativo de "El León de José Díaz", porque en cada presentación el público que asistía al Estadio Nacional "José Díaz" presenciaba su derroche de técnica, fuerza y personalidad.

### Participaciones en Copa América
| Copa                         | Sede    | Resultado     |
| ---------------------------- | ------- | ------------- |
| Campeonato Sudamericano 1953 | Perú    | Quinto Lugar  |
| Campeonato Sudamericano 1955 | Chile   | Tercer puesto |
| Campeonato Sudamericano 1956 | Uruguay | Quinto lugar  |
| Campeonato Sudamericano 1957 | Perú    | Cuarto lugar  |

## Clubes

### Como jugador
| Club           | País     | Año         |
| -------------- | -------- | ----------- |
| Centro Iqueño  | Perú     | 1948 - 1949 |
| Alianza Lima   | Perú     | 1950 - 1951 |
| Huracán F.C    | Colombia | 1952        |
| Alianza Lima   | Perú     | 1953 - 1958 |
| Deportivo Cali | Colombia | 1959 - 1961 |
| Real Zaragoza  | España   | 1961 - 1963 |
| Cádiz CF       | España   | 1963 - 1965 |

### Como entrenador
| Club         | País   | Año         |
| ------------ | ------ | ----------- |
| Cádiz CF     | España | 1970 - 1972 |
| Burgos C. F. | España | 1972 - 1973 |

## Palmarés

### Campeonatos nacionales
| Título                 | Club         | País | Año  |
| ---------------------- | ------------ | ---- | ---- |
| Liga Peruana de Fútbol | Alianza Lima | Perú | 1954 |
| Liga Peruana de Fútbol | Alianza Lima | Perú | 1955 |

### Distinciones individuales
| Distinción                                          | Año  |
| --------------------------------------------------- | ---- |
| Mejor Defensa de la Copa América 1955               | 1955 |
| Mejor Defensa de la Primera División del Perú       | 1956 |
| Incluido en el Once Ideal Histórico de Alianza Lima | 2011 |